# Еспланадна вулиця (Київ)
Есплана́дна ву́лиця — вулиця в Печерському районі міста Києва, місцевості Нова Забудова, Черепанова гора. Пролягає від Басейної вулиці до вулиці Саксаганського.
Прилучаються вулиця Рогнідинська та Спортивна площа.

## Історія
Вулиця виникла у 1-й половині XIX століття, мала назву Еспланадна, що виникла від еспланади Нової Печерської, або Миколаївської фортеці (еспланада — незабудована територія між укріпленням і містом). З 1869 року разом з теперішньою вулицею Василя Тютюнника отримала назву Прозорівська, на честь похованого біля Прозорівської башти фельдмаршала князя О. О. Прозоровського. У 1938 році ділянка вулиці між вулицями Басейної та Жилянської набула назви вулиця Анрі Барбюса. З 1944 року поновлено назву Еспланадна. З 1952 року — вулиця Куйбишева, на честь радянського партійного і державного діяча В. В. Куйбишева.
Сучасна історична назва вулиці вживається з першої половини 1990-х років (офіційне рішення про перейменування не відоме).
Вулиці Академіка Богомольця і Михайла Омеляновича-Павленка в минулому також мали назву Еспланадна, Іподромний провулок — Еспланадний провулок.

## Забудова
На вулиці збереглося кілька будинків дореволюційної забудови. Один з них — прибутковий будинок, що належав купцю Андрію Петровичу Слінку (№ 30). У ньому у 1902–1904 роках жив письменник Михайло Булгаков.
У другій половині XIX століття на вулиці розміщувались будинки розпусти, які переїхали сюди з Андріївського узвозу та місцевості Хрести (район сучасної вулиці Михайла Омеляновича-Павленка). У 1885 році там стався гучний скандал — в одному з таких будинків помер тодішній цивільний губернатор С. Н. Гудима-Левкович. Через це генерал-губернатор Олександр Дрентельн наказав перенести усі будинки розпусти на околичну вулицю Ямську.

## Установи та заклади
- Головне управління регіональної статистики Державної служби статистики (ДСС) України, Національне агентство з питань запобігання корупції (буд. № 4-6)
- Державний комітет України з нагляду за охороною праці (буд. № 8/10)
- Міністерство соціальної політики України (буд. № 8/10)
- Міністерство України у справах сім'ї, молоді та спорту (буд. № 42)
- Музей спортивної слави України (буд. № 42)